# قصة بذيئة
قصة بذيئة (بالروسية: Скверный анекдот) قصة قصيرة من تأليف الكاتب الروسي فيودور دوستويفسكي. كتب دوستويفسكي القصة في عام 1862، بعد أن عاد من رحلة قصيرة إلى إسبانيا، ونُشِرت للمرة الأولى في نفس العام في مجلَّة «الزمن» (Вре́мя، فريميا) التي أنشأها دوستويفسكي نفسه ويدير تحريرها. تتسم القصة بالهجائية والتهكمية، وهي تتابع المغامرات الطائشة لعامل خدمة مدنية سكير. يكتب ريتشارد بيفير أنَّ هدف القصة هو «[إظهار] روح الإصلاح التي عمَّت روسيا في السنوات الأولى من تولِّي القيصر ألكسندر الثاني الحكم، الذي استلم العرش في 1855».
تبدأ القصة بالشخصية الرئيسية «إيفان إيليتش برالينسكي» وهو يشرب الكحول مع اثنين من زملائه، يُبالِغ إيفان في شرب الخمور، ومن ثمَّ يُعبِّر في سكره عن رغبته في اعتناق فلسفة تقوم على معاملة من هم في مرتبة اجتماعية أقل بلطف وإحسان. بعد أن يغادر إيفان رفاقه يصادف حفل زواج أحد الموظفين لديه، فيُقرِّر العمل بمبدئه الفلسفي، ويدخل إلى الحفلة. وفي الحفلة يشرب إيفان مزيداً من الكؤوس، وعوضاً عن كسب احترام مرؤوسيه، الذي كان يرغب فيه بشدَّة، يضع إيفان نفسه في موقف محرج للغاية، بسبب إسرافه في الشرب.